# Zuzuca do Salgueiro

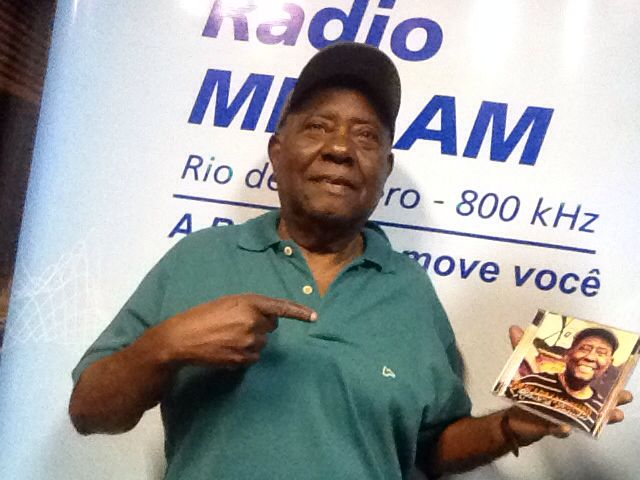
Zuzuca em 2016 na EBC.

Adil de Paula, mais conhecido como Zuzuca do Salgueiro (Cachoeiro do Itapemirim, 14 de agosto de 1936 – Rio de Janeiro, 29 de janeiro de 2025), foi um cantor e compositor brasileiro. 

## Biografia
Adil de Paula, o compositor Zuzuca do Salgueiro, nasceu em Cachoeiro de Itapemirim – ES, no dia 14 de agosto de 1936. Aos 15 anos, começou a tocar violão, logo após ter se mudado para o Rio de Janeiro, indo morar no bairro da Tijuca.
Trabalhou como mecânico após ter servido ao Exército. Nesta época, frequentava as rodas de samba do bairro. Fundou com amigos o Bloco Carnavalesco Independentes da Silva Teles (Rua que dá acesso ao morro do Salgueiro).
Em 1960, ingressou na Ala dos Compositores do Acadêmicos do Salgueiro. No ano de 1964, compôs o samba-enredo Chico-Rei que classificou o Salgueiro em 2º lugar do Grupo 1 no desfile daquele ano. O samba o projetou nacionalmente. Compôs no ano seguinte, em parceria com Noel Rosa de Oliveira, o samba Tudo é alegria.
Em 1966, Jair Rodrigues obteve sucesso com “Vem chegando a madrugada”, de sua autoria em parceria com Noel Rosa de Oliveira. Neste mesmo ano, Elizeth Cardoso, no disco Muito Elizeth, regravou “Vem chegando a madrugada”.
Ainda em 1966, compôs o samba-enredo “Os amores célebres do Brasil” que classificou em 5º lugar no Grupo 1 a Acadêmicos do Salgueiro. No ano seguinte, em 1967, Jair Rodrigues regravou com grande sucesso “Vem chegando a madrugada” e “Os amores célebres do Brasil”.
Em 1968, formou parceria com Jair do Cavaquinho, Wilson Moreira, Zito e Velha, todos com experiências anteriores no universo do samba e algumas músicas gravadas por grandes nomes da MPB. O grupo chegou a gravar um disco pela gravadora CBS no ano de 1971. Mais tarde, esses mesmos componentes formaram outro grupo, A Turma do Ganzá.
Neste mesmo ano de 1971, o Salgueiro foi campeão com outro samba-enredo de sua autoria: “Festa para um rei negro”, que trazia um forte e popular refrão: "... Pega no ganzê, pega no ganzá", obtendo sucesso comercial, sendo cantado em todo o Brasil e, logo depois, no mundo inteiro, convertendo-se num sucesso permanente no exterior.
No ano seguinte, a escola desfilou com seu samba-enredo “Mangueira, minha madrinha querida”, homenagem do Salgueiro à Mangueira. Com este samba-enredo, o Salgueiro classificou-se em 5º lugar do Grupo 1.
Em 1972, gravou o disco “O bom sambista” e em uma das faixas homenageou sua cidade natal, Cachoeiro de Itapemirim, com o samba “Sou batuqueiro sim”, de composição do conterrâneo Arnoldo Silva. Na música: “Eu sou salgueiro, sou flamengo e brasileiro / e quem me quiser, tem que ser assim / e além do mais, vou dizer, sou batuqueiro sim / vim de uma cidade boa, sou de Cachoeiro de Itapemirim”...
Em 1974, lançou o disco “Zuzuca”, pela gravadora CBS, no qual interpretou “Nome sagrado” (Nelson Cavaquinho, José Alcides e José Ribeiro), esta música seria regravada mais tarde por vários intérpretes, mas constando o nome de Guilherme de Brito no lugar de José Alcides.
Em 1975, com o parceiro Velha, ao lado de Wilson Moreira, Casquinha, Hélio Nascimento, Anézio e Candeia, participou do LP ”Partido em 5 volume 2”, no qual interpretou ”Gato escaldado tem medo de água fria” (Velha e Zuzuca). Em 1980, a Acadêmicos do Salgueiro desfilou com um samba-enredo ”O bailar dos ventos, relampejou, mas não choveu” (com Zédi, Moacir Cimento e Haideé), classificando-se em 3º lugar.
No final do ano 2000, lançou o CD ”Samba de raiz”, no qual interpretou antigos sucessos de sua autoria: ”Festa para um rei negro” e ”Vem chegando a madrugada”, entre outros sucessos de sua autoria. O álbum trouxe ainda algumas composições suas menos conhecidas do grande público: ”José Brasileiro” e ”Semente do Samba”.
Zuzuca faleceu no dia 29 de janeiro de 2025, em sua casa, na Zona Oeste do Rio de Janeiro.

## Shows mais famosos
- Samba	de raiz, no Mr. Scoth, Rio de Janeiro – RJ.
- É	o samba que cuida de mim, no Passeio Público, Rio de Janeiro –	RJ.
- É	o samba que cuida de mim – Pagode do Negão da Abolição, no	Clube Guanabara, Rio de Janeiro – RJ.

## Discografia
- (2008)	É o samba que cuida de mim (Independente – CD)
- (2000)	Samba de raiz (Independente – CD)
- (1976)	Deu zebra (CBS – LP)
- (1975)	Partido em 5 Volume 2 (Tapecar – LP)
- (1974)	Zuzuca (OKEH – LP)
- (1973)	Reza forte (OKEH – LP)
- (1972)	O bom sambista (OKEH – LP)
- (1971)	5 só – Fim de festa (CBS – LP)
- (1970)	Os cinco só – Roda de samba (CBS – LP)